# Jair Marinho
Jair Marinho de Oliveira, ou Jair Marinho (Santo Antônio de Pádua, 17 de julho de 1936 – Niterói, 7 de março de 2020), foi  um futebolista brasileiro que atuou como zagueiro ou lateral-direito e fez parte da Seleção Brasileira na Copa do Mundo de 1962, mas não jogou na competição.

## Clubes
Jogou pelo Fluminense entre 1954 e 1964, disputando 284 jogos, com 176 vitórias, 55 empates, 53 derrotas, aproveitamento de 68.43%, marcando 3 gols, transferindo-se no segundo semestre para a Portuguesa e em 1965 para o Corinthians, onde jogaria até 1967, disputando 96 partidas, com 59 vitórias, 19 empates e 18 derrotas. Ainda atuaria pelo Vasco da Gama, Alianza Lima do Peru e encerrando a carreira no Campo Grande.

## Seleção Brasileira
Pela Seleção Brasileira foram apenas cinco jogos - um não oficial, com quatro vitórias e uma derrota.

## Outras atividades
Radicou-se na cidade de Niterói onde constituiu família, deu aulas em escolinha de futebol do Praia Clube São Francisco, clube social do bairro de São Francisco.

## Morte
Morreu em 7 de março de 2020 em Niterói aos 83 anos de idade, em consequência de um AVC sofrido semanas antes.

## Títulos
Fluminense
- Campeonato Carioca: 1959[1]
- Torneio Rio-São Paulo: 1957, 1960

Seleção Brasileira
- Copa do Mundo: 1962